# Maison Stenbock
La maison Stenbock (en estonien : Stenbocki maja) est un bâtiment néo-classique de premier plan situé sur la colline de Toompea, dans la ville de Tallinn. Elle est le siège officiel du gouvernement de l'Estonie. 

## Histoire

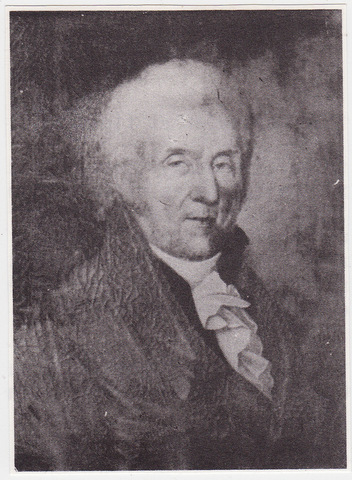
Jakob Pontus Stenbock (1744-1824).

L'histoire de la maison Stenbock à Tallinn remonte aux années 1780, lorsque la Russie impériale, administration de ce qui était alors le gouvernement d'Estonie a lancé un programme visant à ériger de nouveaux bâtiments à des fins administratives. 
À l'origine, le bâtiment a été conçu comme un palais de justice,. 
Jakob Pontus Stenbock, un membre de la noblesse locale et propriétaire d'un domaine sur l'île de Hiiumaa, a remporté l'appel d'offres pour construire un nouveau bâtiment sur la colline de Toompea au milieu du centre médiéval de Tallinn. 
L'architecte de la nouvelle maison était Johann Caspar Mohr, un architecte provincial qui était responsable de l'entretien des bâtiments publics en Estonie et un concepteur populaire des manoirs locaux. 
La construction du bâtiment a débuté en 1787. 
Presque immédiatement, cependant, l'État russe qui finançait le projet s'est retrouvé à court de fonds en raison des dépenses en rapport avec le cours guerre russo-turque. 
En conséquence, la province est devenue redevable à Stenbock, qui fit l'acquisition de l'édifice inachevé. 
Il a ensuite utilisé celui-ci comme sa résidence à Tallinn. 
En 1828, après la mort de Stenbock, le bâtiment est passé entre différents propriétaires jusqu'en 1899, quand il est finalement devenu la propriété de l'administration publique. 
C'est à ce moment qu'il a commencé à être utilisé comme palais de justice. 
Au cours de la première période de l'indépendance de l'Estonie (1919 - 1940) et au cours de l'occupation soviétique (1940 - 1991), il a continué à être utilisé comme un palais de justice. 
L'entretien de l'immeuble a été, cependant, gravement négligé durant les années de l'occupation soviétique; entre autres choses, les plafonds des deux salles d'audience et les archives de la cour se sont effondrés. 
Lorsque le gouvernement de l'Estonie s'est réapproprié l'édifice dans les années 1990, l'ensemble du bâtiment risquait de s'effondrer. Une rénovation complète a été réalisée entre 1996 et 2000. Le bâtiment est devenu le siège officiel du gouvernement de l'Estonie à sa réouverture en 2000,.

## Architecture
Le style architectural de l'édifice est une forme assez simple du néo-classicisme. La façade est ornée de six pilastres et deux demi-pilastres en dolomite de Saaremaa. Il donne sur une cour semi-circulaire entourée de dépendances moins ornées. Le front de rue de l'immeuble est donc caractérisé par des dépendances plutôt modestes. Sur le mur du bâtiment donnant sur la rue, se trouve une plaque commémorative avec les noms des membres estoniens du parlement et du gouvernement qui ont perdu la vie au cours de la soviétisation de l'Estonie. La vue la plus connue de l'immeuble (illustration) est celle de sa façade arrière, qui, de par son emplacement au bord de la colline de Toompea, bénéficie d'une vue imprenable sur la mer. Cette façade est dominée par un grand balcon supporté par des colonnes doriques. Dans l'ensemble, l'extérieur du bâtiment reflète plus ou moins l'édifice d'origine. L'intérieur a été reconstruit, au moins en partie,,.